# 珠海公交65路線
珠海公交65路线，是中华人民共和国广东省珠海市内一条已取消的公共汽车路线，往来城轨珠海北站及竹林埔，由珠海公交巴士有限公司营运。

## 线路简介
- 珠海公交65路线由珠海公交巴士有限公司（原珠海市公共汽车公司）金鼎分公司营运。
- 该线路走向为城轨珠海北站-竹林埔，全线拥有7台车，车型全为珠海广通GTQ6857N4GJ空调巴士，单程行驶时间为40分钟。
- 服务时间：城轨珠海北站开出：06:20-21:30；竹林埔开出：06:20-20:45。
- 班次间隔：11.4分钟。

## 历史
- 65路线于1998年开通，由下栅东往返竹林埔。下栅东站位于现今金鼎花坛东侧，即现在的科技创新海岸科技一路路口。全线配有1部广州牌GZK6100（95年款）普通客车（俗称“无额头6100”），每30分钟发出一班车。
- 2000年，“国富冶炼厂”站西移300米并更名为“励致公司”站。
- 2001年，该线路缩短为“金鼎市场-竹林埔”，撤销“下栅”、“下栅东”站。车型更换为YZL6730C小巴，共投放2部车进行运营。65路线“金鼎市场总站”设在下栅圣皇头街街口，与其它经停“金鼎市场”站的线路分开。
- 2007年，金鼎市场候车亭落成，65路以东行的“金鼎市场”站为返程落客点，以西行“金鼎市场”站为始发点，原本位于圣皇头街的“金鼎市场总站”取消。
- 2008年，全线配车更换为厦门金龙XMQ6840GE，数量为3部。同年增设“盈得利制衣厂”站。
- 2009年，增设“得佳电器”站。
- 2011年，因应广珠城轨于2011年1月7日开通，珠海公交65路线的东北端首未站于同日起从「金鼎市场」迁往「珠海北站」，途经金鼎市场、创新三路南等20个站点，并增加投入3台巴士，使全线投入6台中巴车运行，单程行车里数由6.3公里增至12.7公里。竹林埔发车时间从每天06:35至20:25改为06:20至20:25；而东北端的总站发车时间亦从金鼎市场开出的06:20至20:05改为珠海北站开出的06:20至20:00。改动后，65路公交车每天共有61个班次，班次间隔由10-13分钟改为13分钟，实行无人售票一票制，普通车票价每人次人民币1元，空调车票价每人次人民币2元。在公交车路线开通后，由于客流远较当局设想为多，无法满足乘客的需求，每辆公交车都严重拥挤且等车的时间过长。珠海市交通运输局和公交集团组织人员到现场调查，最终决定增加车辆，以加密已有公交路线班次。从2011年1月15日起，65路线所投入的公交车由6台增至7台。班次间隔由13分钟缩短到11分钟，「珠海北站」末班发车时间延长至21:30，「竹林埔」末班发车时间延长至20:45，票价保持不变。
- 2012年12月，本线路取消普通车服务，全线配车更换为珠海广通GTQ6857N4GJ型空调巴士。
- 2013年12月26日，跨市公交998路开通，与本路线行驶站点大部分重叠，本路线因此取消。[1]

## 行车路线及停站
- 由城轨珠海北站开出，途经：珠海北站通道、科技八路、创新六路、科技六路、创新三路、金峰东路、金峰中路、粤省道S268，沿途各站包括：

| 站点 顺序 | 停靠站点     | 站点位置         | 备注                     |
| --------- | ------------ | ---------------- | ------------------------ |
| 1         | 城轨珠海北站 | 珠海北站通道     | 起点站，可從廣珠城軌轉乘 |
| 2         | 海岸生活区   | 科技八路         |                          |
| 3         | 科技八路东   | 科技八路         |                          |
| 4         | 创新六路     | 创新六路         |                          |
| 5         | 科技六路中   | 科技六路         |                          |
| 6         | 赛迪生       | 创新三路         |                          |
| 7         | 创新三路南   | 创新三路         |                          |
| 8         | 长园电力     | 金峰东路         |                          |
| 9         | 下栅         | 金峰中路         |                          |
| 10        | 金鼎市场     | 金峰中路         |                          |
| 11        | 金鼎医院     | 金峰中路         |                          |
| 12        | 官塘三村     | S268（岐关东路） |                          |
| 13        | 金鼎中学     | S268（岐关东路） |                          |
| 14        | 得佳电器     | S268（岐关东路） |                          |
| 15        | 励致公司     | S268（岐关东路） |                          |
| 16        | 会同路口     | S268（岐关东路） |                          |
| 17        | 永丰路口     | S268（岐关东路） |                          |
| 18        | 盈得利制衣厂 | S268（岐关东路） |                          |
| 19        | 华昌路口     | S268（岐关东路） |                          |
| 20        | 那洲         | S268（岐关东路） |                          |
| 21        | 那洲检查站   | S268（岐关东路） |                          |
| 22        | 竹林埔       | S268（中山段）   | 终点站                   |

- 由竹林埔开出，途经：粤省道S268、金峰中路、金峰东路、创新三路、科技六路、创新六路、科技八路、珠海北站通道，沿途各站包括：

| 站点 顺序 | 停靠站点     | 站点位置         | 备注   |
| --------- | ------------ | ---------------- | ------ |
| 1         | 竹林埔       | S268（中山段）   | 起点站 |
| 2         | 那洲检查站   | S268（岐关东路） |        |
| 3         | 那洲         | S268（岐关东路） |        |
| 4         | 华昌路口     | S268（岐关东路） |        |
| 5         | 盈得利制衣厂 | S268（岐关东路） |        |
| 6         | 永丰路口     | S268（岐关东路） |        |
| 7         | 会同路口     | S268（岐关东路） |        |
| 8         | 励致公司     | S268（岐关东路） |        |
| 9         | 得佳电器     | S268（岐关东路） |        |
| 10        | 金鼎中学     | S268（岐关东路） |        |
| 11        | 官塘三村     | S268（岐关东路） |        |
| 12        | 金鼎医院     | 金峰中路         |        |
| 13        | 金鼎市场     | 金峰中路         |        |
| 14        | 下栅         | 金峰中路         |        |
| 15        | 长园电力     | 金峰东路         |        |
| 16        | 创新三路南   | 创新三路         |        |
| 17        | 赛迪生       | 创新三路         |        |
| 18        | 科技六路中   | 科技六路         |        |
| 19        | 创新六路     | 创新六路         |        |
| 20        | 科技八路东   | 科技八路         |        |
| 21        | 海岸生活区   | 科技八路         |        |
| 22        | 城轨珠海北站 | 珠海北站通道     | 终点站 |

## 争议
- 部分公交网站认为65路是一条跨市线路，原因在于65路可与中山公汽35路转乘。事实上65路并没有进入中山市境内，虽然该线路穿过那洲检查站，但是其终点站“竹林埔”仍在珠海市内。竹林埔在行政上属于珠海市管辖范围，因此65路不属于跨市线路。